# Žumberak Samoborsko gorje
Žumberak Samoborsko gorje este o arie protejată (arie specială de conservare — SAC, sit de importanță comunitară — SCI) din Croația întinsă pe o suprafață de 34.234,67 ha, integral pe uscat.

## Localizare
Centrul sitului Žumberak Samoborsko gorje este situat la coordonatele 45°44′46″N 15°28′23″E / 45.74616°N 15.472936°E.

## Înființare
Situl Žumberak Samoborsko gorje a fost declarat sit de importanță comunitară în iulie 2013 pentru a proteja 2 specii de plante și 22 de specii de animale. Situl a fost protejat și ca arie specială de conservare în septembrie 2019.

## Biodiversitate
Situată în ecoregiunea continentală, aria protejată conține 14 habitate naturale: Pajiști uscate europene, Pajiști uscate seminaturale și facies de acoperire cu tufișuri pe substraturi calcaroase (Festuco-Brometalia) (* situri importante pentru orhidee), Formațiuni ierboase bogate în specii de Nardus, dezvoltate pe substraturi silicioase în zone montane (și în zone submontane, în Europa continentală), Fânețe montane, Păduri de fag Luzulo-Fagetum, Păduri ilirice de stejar și carpen (Erythronio-Carpinion), Păduri ilirice de Fagus sylvatica (Aremonio-Fagion), Mlaștini alcaline, Peșteri inaccesibile publicului, Izvoare petrifiante cu formare de travertin (Cratoneurion), Fânețe de joasă altitudine (Alopecurus pratensis, Sanguisorba officinalis), Păduri de Castanea sativa, Liziere de ierburi înalte hidrofile de câmpie și de nivel montan până la alpin, Păduri panonice-balcanice de stejar turcesc - stejar sesil.
La baza desemnării sitului se află mai multe specii protejate:
- plante (2): Himantoglossum adriaticum, Mannia triandra
- amfibieni (2): izvoraș-cu-burta-galbenă (Bombina variegata), Triturus carnifex
- mamifere (7): vidră de râu (Lutra lutra), liliac cu urechi mari (Myotis bechsteinii), liliac cărămiziu (Myotis emarginatus), liliac comun (Myotis myotis), liliacul mediteranean cu potcoavă (Rhinolophus euryale), liliacul mare cu potcoavă (Rhinolophus ferrumequinum), liliacul mic cu potcoavă (Rhinolophus hipposideros)
- nevertebrate (11): Austropotamobius torrentium, Cordulegaster heros, Cucujus cinnaberinus, fluturele auriu (Euphydryas aurinia), fluturele flitirar (Euphydryas maturna), Euplagia quadripunctaria, Leptidea morsei, Leptodirus hochenwartii, rădașcă (Lucanus cervus), croitorul cenușiu al stejarului (Morimus funereus), Osmoderma barnabita
- pești (2): Barbus balcanicus, zglăvoacă (Cottus gobio)

Pe lângă speciile protejate, pe teritoriul sitului au mai fost identificate 18 specii de plante, 3 specii de nevertebrate.